# Sainte-Croix (Drôme)
Pour les articles homonymes, voir Sainte-Croix.
Sainte-Croix est une commune française située dans le département de la Drôme en région Auvergne-Rhône-Alpes.

## Géographie

### Localisation
Sainte-Croix est situé à 8 km à l'ouest de Die (chef-lieu du canton) et à 30 km à l'est de Crest.

Lire l'étude R. Breyton et Nathalie Bernard (2016), page 2.

### Relief et géologie
Lire l'étude R. Breyton et Nathalie Bernard (2016), pages 2 et 8.

### Hydrographie
Lire l'étude R. Breyton et Nathalie Bernard (2016), pages 3 et 5.

### Climat
Pour des articles plus généraux, voir Climat d'Auvergne-Rhône-Alpes et Climat de la Drôme.
En 2010, le climat de la commune est de type climat méditerranéen altéré, selon une étude du Centre national de la recherche scientifique s'appuyant sur une série de données couvrant la période 1971-2000. En 2020, Météo-France publie une typologie des climats de la France métropolitaine dans laquelle la commune est exposée à un climat de montagne ou de marges de montagne et est dans la région climatique  Alpes du sud, caractérisée par une pluviométrie annuelle de 850 à 1 000 mm, minimale en été. 
Pour la période 1971-2000, la température annuelle moyenne est de 11,8 °C, avec une amplitude thermique annuelle de 17,2 °C. Le cumul annuel moyen de précipitations est de 959 mm, avec 8,2 jours de précipitations en janvier et 5,2 jours en juillet. Pour la période 1991-2020, la température moyenne annuelle observée sur la station météorologique de Météo-France la plus proche, « Die », sur la commune de Die à 7 km à vol d'oiseau, est de 11,9 °C et le cumul annuel moyen de précipitations est de 939,1 mm,. Pour l'avenir, les paramètres climatiques de la commune estimés pour 2050 selon différents scénarios d'émission de gaz à effet de serre sont consultables sur un site dédié publié par Météo-France en novembre 2022.

### Voies de communication et transports
Lire l'étude R. Breyton et Nathalie Bernard (2016), page 32.

## Urbanisme

### Typologie
Au 1er janvier 2024, Sainte-Croix est catégorisée commune rurale à habitat dispersé, selon la nouvelle grille communale de densité à 7 niveaux définie par l'Insee en 2022.
Elle est située hors unité urbaine. Par ailleurs la commune fait partie de l'aire d'attraction de Die, dont elle est une commune de la couronne,. Cette aire, qui regroupe 27 communes, est catégorisée dans les aires de moins de 50 000 habitants,.

### Occupation des sols
L'occupation des sols de la commune, telle qu'elle ressort de la base de données européenne d’occupation biophysique des sols Corine Land Cover (CLC), est marquée par l'importance des forêts et milieux semi-naturels (78 % en 2018), une proportion sensiblement équivalente à celle de 1990 (78,1 %). La répartition détaillée en 2018 est la suivante : 
forêts (61,4 %), zones agricoles hétérogènes (22 %), milieux à végétation arbustive et/ou herbacée (13,9 %), espaces ouverts, sans ou avec peu de végétation (2,7 %). L'évolution de l’occupation des sols de la commune et de ses infrastructures peut être observée sur les différentes représentations cartographiques du territoire : la carte de Cassini (XVIIIe siècle), la carte d'état-major (1820-1866) et les cartes ou photos aériennes de l'IGN pour la période actuelle (1950 à aujourd'hui).

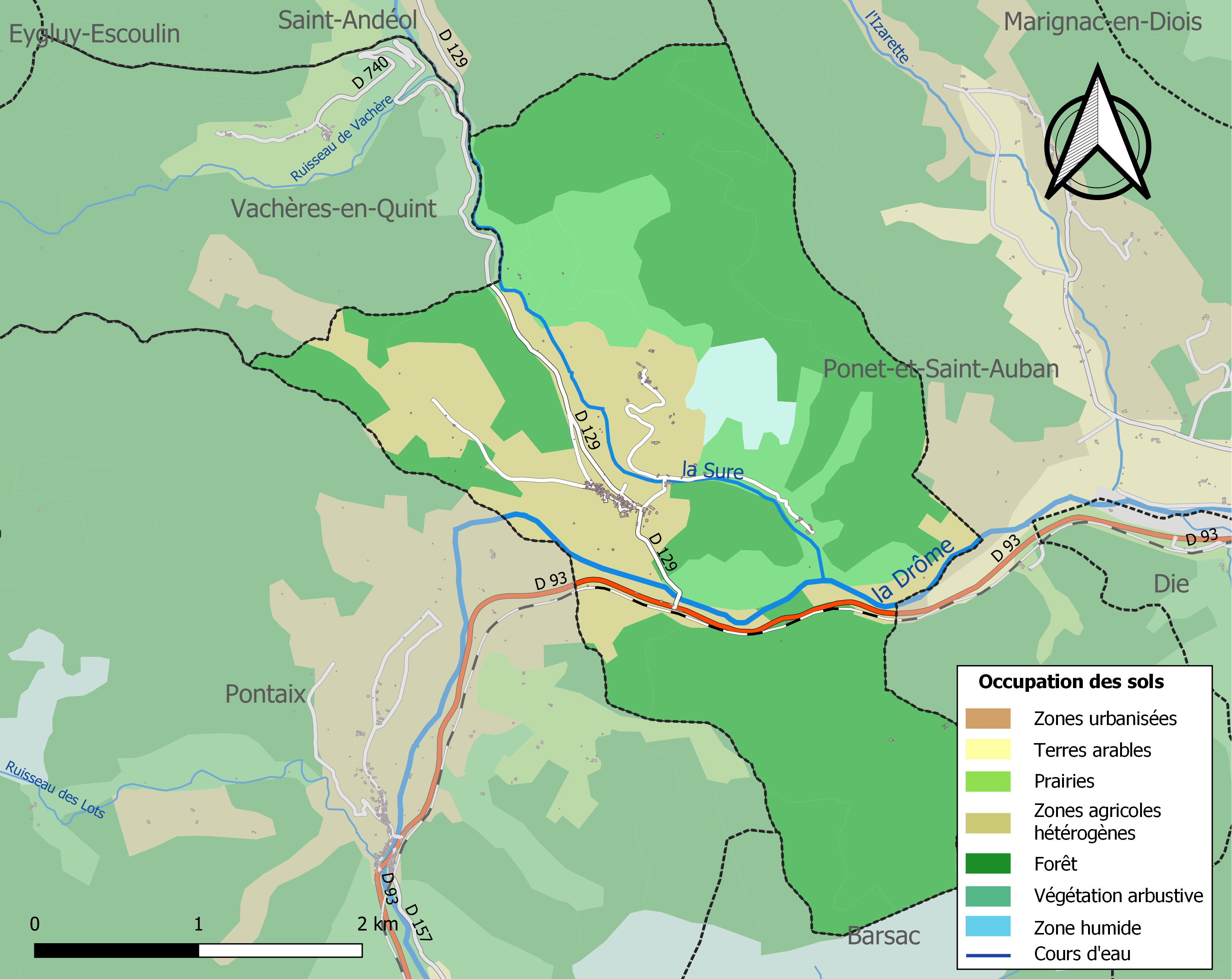
Carte des infrastructures et de l'occupation des sols de la commune en 2018 (CLC).

### Morphologie urbaine
Ancien village fortifié posé sur une arête.
Lire l'étude R. Breyton et Nathalie Bernard (2016), pages 3, 38 à 42.

#### Hameaux et lieux-dits
Lire l'étude R. Breyton et Nathalie Bernard (2016), pages 43 à 50.
En 1891, le quartier les Adrets est attesté. Il était dénommé les Adrechs de Bolhane en 1539 (inventaire de la chambre des comptes).

### Logement
Lire l'étude R. Breyton et Nathalie Bernard (2016), pages 17 à 21.

### Projets d'aménagement
Lire l'étude R. Breyton et Nathalie Bernard (2016), pages 58 à 85.

### Risques naturels et technologiques
Lire l'étude R. Breyton et Nathalie Bernard (2016), pages 8 à 14.

## Toponymie

### Attestations
Dictionnaire topographique du département de la Drôme :
- 1104 : mention de l'église : ecclesia Sancte Crucis de Quinto (cartulaire des Écouges, 83).
- 1155 : mention de la terre de Quint : terra de Quinto (archives de la Drôme, fonds de Saint-Ruf).
- 1165 : mention de l'abbaye : abbatia Sancte Crucis (cartulaire de Die, 20).
- 1177 : mention du prieuré : prioratus de Cruce (cartulaire de Durbon).
- 1193 : mention du prieuré : prioratus de Quinto (cartulaire de Die, 40).
- 1304 : mention de la commanderie : monasterium Sancte Crucis Dyensis (archives de la Drôme, fonds de Sainte-Croix).
- XIVe siècle : mention de la commanderie : domus Sancte Crucis (pouillé de Die).
- 1509 : mention de l'église paroissiale : ecclesia parrochialis Sancte Crucis Quinti (visites épiscopales).
- XVIIe siècle : Saincte Croix en Quint (inventaire de la chambre des comptes).
- 1891 : Sainte-Croix, commune du canton de Die.

## Histoire
Pour un article plus général, voir Histoire de la Drôme.
Lire l'étude R. Breyton et Nathalie Bernard (2016), pages 34 à 40.

### Antiquité: les Gallo-romains
Présence d'une borne milliaire (aujourd'hui transformée en fontaine).

### Du Moyen Âge à la Révolution
La seigneurie : au point de vue féodal, la communauté de Sainte-Croix faisait partie du mandement de Quint (voir Les Tours) mais, au XIIe siècle, elle était appelée terre de Quint.
Avant 1790, Sainte-Croix était une communauté de l'élection de Montélimar et de la subdélégation et sénéchaussée de Crest.

Elle formait une paroisse du diocèse de Die. Son église avait été celle d'une commanderie de l'ordre de Saint-Antoine, établie en 1289 dans les bâtiments d'un prieuré de chanoines réguliers. Ce prieuré était qualifié d'abbaye. De lui dépendaient les prieurés de Saint-Julien-en-Quint, Saint-Étienne-en-Quint et Vassieux. Les dîmes de la paroisse appartenaient au commandeur, qui nommait à la cure.

En 1777, l'ordre de Saint-Antoine avait été remplacé par l'ordre de Saint-Jean de Jérusalem ou de Malte.

#### Les Tours
Dictionnaire topographique du département de la Drôme :
- 1140 : mention du mandement : mandamentum de Quinto (cartulaire de Durbon).
- 1178 : mention du château de Quint : castrum quod dicitur Quintum' (cartulaire de Die, 5).
- 1214 : mention du château de Quint : castrum de Quinto' (cartulaire de Die, 17).
- 1242 : Turres de Quinto (J. Chevalier, Hist. de Die, I, 475).
- 1266 : mention de la châtellenie : castellania de Quinto et de Pontasio (cartulaire de Léoncel, 227).
- 1442 : mention du château de Quint : castrum Quincti (choix de docum., 267).
- 1676 : les Tours de Quint (inventaire de la chambre des comptes).
- 1891 : Les Tours, ruines de la commune de Sainte-Croix. Ces ruines, qui se trouvent sur une montagne commandant le cours de la Drôme, sont celles de l'ancien château de Quint.

La seigneurie :
- Possession des comtes de Valentinois.
- 1329 : les comtes de Valentinois donnent une charte de libertés aux habitants.
- 1419 : la terre devient domaniale.
- 1434 : le mandement de Quint est engagé aux Harcourt.
- 1441 : il est engagé à Guillaume de Poitiers, seigneur de Barry.
- 1464 : les biens de Guillaume sont confisqués et donnés à François d'Eurre, valet de chambre du roi Louis XI.
- La seigneurie est recouvrée par les Poitiers-Saint-Vallier, héritiers de Guillaume. Ils la conservent jusqu'à la mort de Diane de Poitiers en 1566.
- 1566 : elle fait retour au domaine delphinal.
- 1638 : elle est engagée aux Perrachon.
- 1652 : elle est vendue aux La Baume-Pluvinel, derniers seigneurs.

Le mandement de Quint comprenait les paroisses ou communautés de Barsac, Pontaix, Sainte-Croix, Saint-Andéol-et-Saint-Étienne-en-Quint, Saint-Julien-en-Quint et Vachères.

La châtellenie de Quint avait la même étendue que le mandement.

### De la Révolution à nos jours
En 1790, la commune est comprise dans le canton de Pontaix. La réorganisation de l'an VIII (1799-1800) la place dans le canton de Die.

## Politique et administration

### Liste des maires
| Période                                  | Période                       | Identité                          | Étiquette      | Qualité                            |
| ---------------------------------------- | ----------------------------- | --------------------------------- | -------------- | ---------------------------------- |
| Les données manquantes sont à compléter. |                               |                                   |                |                                    |
| 1871                                     |                               | ?                                 |                |                                    |
| 1874                                     |                               | ?                                 |                |                                    |
| 1878                                     |                               | ?                                 |                |                                    |
| 1884                                     |                               | ?                                 |                |                                    |
| 1888                                     |                               | ?                                 |                |                                    |
| 1892                                     |                               | ?                                 |                |                                    |
| 1896                                     |                               | ?                                 |                |                                    |
| 1900                                     |                               | ?                                 |                |                                    |
| 1904                                     |                               | ?                                 |                |                                    |
| 1908                                     |                               | ?                                 |                |                                    |
| 1912                                     |                               | ?                                 |                |                                    |
| 1919                                     |                               | ?                                 |                |                                    |
| 1925                                     |                               | ?                                 |                |                                    |
| 1929                                     |                               | ?                                 |                |                                    |
| 1935                                     |                               | ?                                 |                |                                    |
| 1945                                     |                               | ?                                 |                |                                    |
| 1947                                     |                               | ?                                 |                |                                    |
| 1953                                     |                               | ?                                 |                |                                    |
| 1959                                     |                               | ?                                 |                |                                    |
| 1965                                     |                               | ?                                 |                |                                    |
| 1971                                     |                               | ?                                 |                |                                    |
| 1977                                     |                               | ?                                 |                |                                    |
| 1983                                     |                               | ?                                 |                |                                    |
| 1989                                     |                               | ?                                 |                |                                    |
| 1995                                     |                               | ?                                 |                |                                    |
| 2001                                     | 2008                          | Jeannot Monge                     |                |                                    |
| 2008                                     | 2014                          | Nathalie Nelis                    |                |                                    |
| 2014                                     | 2017                          | Claude Poncet (mme)               | sans étiquette |                                    |
| 2017 [réf. nécessaire]                   | 2020                          | Nadine Monge                      |                | maire par intérim[réf. nécessaire] |
| 2020                                     | En cours (au 20 janvier 2021) | Nadine Monge[source insuffisante] |                | maire sortante                     |

### Politique environnementale
Une étude sur le développement durable a été faite en 2016.

### Finances locales
Lire l'étude R. Breyton et Nathalie Bernard (2016), page 33.

## Population et société

### Démographie
L'évolution du nombre d'habitants est connue à travers les recensements de la population effectués dans la commune depuis 1793. Pour les communes de moins de 10 000 habitants, une enquête de recensement portant sur toute la population est réalisée tous les cinq ans, les populations de référence des années intermédiaires étant quant à elles estimées par interpolation ou extrapolation. Pour la commune, le premier recensement exhaustif entrant dans le cadre du nouveau dispositif a été réalisé en 2004.

En 2022, la commune comptait 101 habitants, en évolution de −5,61 % par rapport à 2016 (Drôme : +2,64 %, France hors Mayotte : +2,11 %).
| 1793 | 1800 | 1806 | 1821 | 1831 | 1836 | 1841 | 1846 | 1851 |
| ---- | ---- | ---- | ---- | ---- | ---- | ---- | ---- | ---- |
| 279  | 284  | 300  | 289  | 293  | 287  | 322  | 320  | 322  |

| 1856 | 1861 | 1866 | 1872 | 1876 | 1881 | 1886 | 1891 | 1896 |
| ---- | ---- | ---- | ---- | ---- | ---- | ---- | ---- | ---- |
| 287  | 286  | 281  | 285  | 354  | 256  | 259  | 237  | 265  |

| 1901 | 1906 | 1911 | 1921 | 1926 | 1931 | 1936 | 1946 | 1954 |
| ---- | ---- | ---- | ---- | ---- | ---- | ---- | ---- | ---- |
| 249  | 274  | 280  | 240  | 228  | 216  | 251  | 173  | 162  |

| 1962 | 1968 | 1975 | 1982 | 1990 | 1999 | 2004 | 2006 | 2009 |
| ---- | ---- | ---- | ---- | ---- | ---- | ---- | ---- | ---- |
| 141  | 110  | 90   | 92   | 102  | 90   | 97   | 94   | 86   |

| 2014 | 2019 | 2022 | - | - | - | - | - | - |
| ---- | ---- | ---- | - | - | - | - | - | - |
| 99   | 105  | 101  | - | - | - | - | - | - |

Lire l'étude R. Breyton et Nathalie Bernard (2016), pages 15 et 16.

### Services et équipements
Lire l'étude R. Breyton et Nathalie Bernard (2016), pages 31 à 32.

### Enseignement
La commune relève de l'académie de Grenoble.
Lire l'étude R. Breyton et Nathalie Bernard (2016), page 23.

### Cultes
Les cultes catholique et protestant se partage l'église-temple : les catholiques dans le transept et l'abside, les protestants dans la nef.

## Économie

### Agriculture
En 1992 : vignes (vins AOC Clairette de Die).
Lire l'étude R. Breyton et Nathalie Bernard (2016), page 24 à 30.

### Tourisme
Lire l'étude R. Breyton et Nathalie Bernard (2016), page 23.

### Emploi
Lire l'étude R. Breyton et Nathalie Bernard (2016), pages 21 à 23.

## Culture locale et patrimoine

### Lieux et monuments

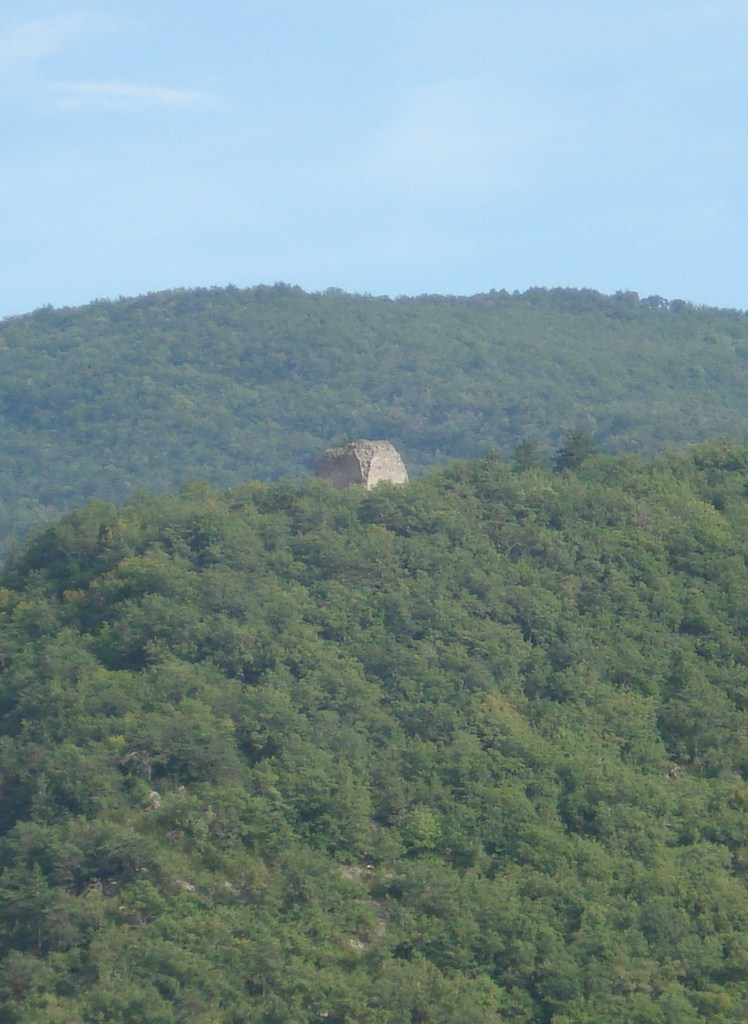
Une des tours de Quint.

- Les Tours, ruines du château de Quint[13].

les trois tours isolés datent du XIIIe siècle et sont les vestiges du château médiéval déserté puis détruit à la fin des guerres de Religion.
La tour sud commandait la vallée de la Drôme où étaient installés ponts et péages. Elle était particulièrement fortifiée (peu de surface, construction pentagonale) et avait essentiellement un rôle de surveillance.
La tour est commandait la vallée de la Sure. De plan carré, elle comprenait trois niveaux. Elle avait une fonction plus résidentielle.
La tour nord commandait les vallées de Quint et de la Sure. Elle prend les dimensions d'un véritable château. Le premier niveau devait servir de lieu de stockage. Le deuxième niveau, également voûté, devait servir de salle de prestige ou aula. On y trouve des latrines. Le troisième niveau, accessible par une trappe, devait faire office d'appartement privé (pour le seigneur, sa famille ou ses serviteurs.) Il était couvert d'un toit de lauzes[réf. nécessaire].
- Église des XIe et XIIIe siècles : aujourd'hui, les cultes catholique et protestants se partagent le bâtiment. On peut y voir une Vierge en bois polychrome[13].
- Église Sainte-Croix de Sainte-Croix, communale du XIXe siècle[13].

Lire l'étude R. Breyton et Nathalie Bernard (2016), page 37.

### Patrimoine culturel
Associations :
- Lire l'étude R. Breyton et Nathalie Bernard (2016), page 23[1].

### Patrimoine naturel
Lire l'étude R. Breyton et Nathalie Bernard (2016), page 4.

### Héraldique, logotype et devise
|  | Sainte-Croix (Drôme) possède des armoiries dont l'origine et le blasonnement exact ne sont pas disponibles. |